# Дубова Колода
Дубова Колода, або Дембова-Клода (пол. Dębowa Kłoda) — село в Польщі, у гміні Дубова Колода Парчівського повіту Люблінського воєводства. Адміністративний центр гміни. Населення — 434 особи (2011).

## Положення
Село знаходиться на відстані 12 км на схід від Парчіва і за 50 км на північний схід від Любліна.

## Історія
Населення села належало до української етнографічної групи хмаків.
За даними етнографічної експедиції 1869—1870 років під керівництвом Павла Чубинського, у селі переважно проживали римо-католики, меншою мірою — греко-католики, які розмовляли українською мовою.
У 1975—1998 роках село належало до Білопідляського воєводства.

## Населення
Демографічна структура станом на 31 березня 2011 року:
|          | Загалом | Допрацездатний вік | Працездатний вік | Постпрацездатний вік |
| -------- | ------- | ------------------ | ---------------- | -------------------- |
| Чоловіки | 224     | 50                 | 156              | 18                   |
| Жінки    | 210     | 36                 | 128              | 46                   |
| Разом    | 434     | 86                 | 284              | 64                   |